# Andreas Findig
Andreas Findig (* 4. August 1961 in Linz als Andreas Huber; † 7. Mai 2018) war ein österreichischer Schriftsteller.

## Leben
Findig wuchs in Neuhofen an der Krems auf. Er besuchte das Bundesrealgymnasium Traun, verließ es jedoch kurz vor der Matura, um einige Jahre in einer Kommune zu leben. Nach seinem Umzug nach Wien arbeitete er unter anderem als Bootsvermieter, Buchhändler und Bucheinkäufer. Als Journalist schrieb er für die Neue Zürcher Zeitung und die Wiener Zeitung. Er starb im Mai 2018 im Alter von 56 Jahren.

## Auszeichnungen
- 1983: Talentförderprämie für Literatur des Landes Oberösterreich
- 1989: Literaturpreis Wien ist anders
- 1991: Deutscher Science-Fiction-Preis des Science Fiction Clubs Deutschland für die Erzählung Gödel geht[3]
- 2001: Moldaustipendium

## Veröffentlichungen

### Erzählbände
- Gagarins Galaxis. Phantastische Bagatellen. Resistenz Verlag, Linz 1997, ISBN 3-85285-012-6.
- Gödel geht. Phantastische Erzählungen. Edition Pangloss, Wels 1999, ISBN 3-90113-220-1.
- Vor der Flut, oder Die gestrandete Zeit. Mit Zeichnungen von Michael Wittmann, Kehrwasser Verlag, Linz 2010, ISBN 978-3-902786-02-9.

### Gedichtband
- Der Himmel von hinten. Hundert Gedichte aus zwanzig Jahren. Resistenz Verlag, Linz 1996, ISBN 3-85285-003-7.

### Kinderbücher
- Das einsame Zweihorn Tama-La, mit Bildern von Kriso Herms. Verlag Jungbrunnen, Wien 1991, ISBN 3-7026-5640-5.
- Die Inseln aus dem Hut, mit Illustrationen von Winfried Opgenoorth. Verlag Sankt Gabriel, Mödling 1995, ISBN 3-85264-475-5.
- Lausbiber-Alarm!. Verlagsunion Pabel Moewig, Rastatt 1999, ISBN 3-8118-2097-4.

### Hörspiele
- Legende vom Tramperbus. RIAS Berlin 1991.
- Der Stern mit Schluckauf. WDR 1997.

### Perry-Rhodan-Heftromane (2000–2001)
- 2016: Die Einsamen der Zeit (2000)
- 2033: Tod im Türkisozean (2000)
- 2055: 13 gegen Arkon (2001)
- 2101: Der Konquestor (2001)